# Сато, Рюдзо
Рюдзо Сато (яп. 佐藤隆三, англ. Satō Ryūzō, родился 5 июля 1931, Юдзава, Япония) — японский экономист, профессор Токийского университета.

## Биография
Рюдзо Сато родился 5 июля 1931 года в городе Юдзава префектуры Акиты.
Начальное образование получил в средней школе Юдзава (Акита) в 1950 году.
В 1954 году получил степень бакалавра экономики университета Хитоцубаси, а в период 1957—1961 гг. проходил обучение в США в рамках программы Фулбрайта, после которой в 1962 году получил докторскую степень вуниверситете Дж. Хопкинса.
Уехав в Японию в 1969 году получил степень доктора по экономике в университете Хитоцубаси.
Научную деятельность начал в качестве научного сотрудника в университете Дж. Хопкинса (1959—1961).
После чего стал доцентом в Вашингтонском университете (1961—1962).
В период 1962—1967 гг. доцент Гавайского университета.
В период 1965—1967 гг. приглашенный доцент в Брауновском университете.
В период 1967—1985 гг. профессор кафедры экономики Брауновского университета и директор Центра мировой экономики и бизнеса бизнес—школы Штерна Нью—Йоркского университета.
В период 1970—1971 гг. приглашенный сотрудник Фонда Форда.
В 1975 году приглашенный профессор фонда Гуггенхайма в Боннском университете.
В период 1975—1976 гг. приглашенный профессор института экономических исследований университета Хитоцубаси.
В период 1975—1980 гг. помощник редактора журнала «Journal of Economic Literature», а в период 1975—1990 гг. помощник редактора «Lecture notes in Economics and Mathematical Systems» от Springer—Verlag.
В период 1982—1983 гг. приглашенный профессор кафедры инжиниринга Киотского университета.
В период 1982—1990 гг. научный сотрудник Национального бюро экономических исследований.
В период 1983—2002 гг. адъюнкт-профессор института управления имени Дж. Ф. Кеннеди Гарвардского университета.
В период 1985—2005 гг. профессор кафедры экономики Нью-Йоркского университета.
В период 1989—1990 гг. приглашенный профессор экономики Международного христианского университета.
В период 2003—2004 гг. и 2006—2008 гг. приглашенный профессор Высшей школы экономики Токийского университета.
Рюздо в настоящий[уточнить] момент является:
- приглашенным профессором экономики Международного университета Японии с 1983 года
- редактором журнала Japan and the World Economy с 1987 года
- экспертом в газете Shizuoka Shimbun с 1988 года
- экспертом в газете Ёмиури симбун с 1990 года.

## Научная деятельность

### Основные идеи
Сато совместно с Джоном У. Кендриком (1917—2009) открыли постоянную эластичность замещения производственной функции.
А с Мартиным Бекманом впервые установили, что стандартные формулировки фактора приумножения технического прогресса могут быть оправданы с точки зрения инвариантности экономических переменных, таких как эластичность замещения и рынка акций.

## Награды
Заслуги Рюдзо были неоднократно отмечены:
- 1968 — приз Никкей за книгу по экономике
- 1974 — стипендия Гуггенхайма
- 1991 — первый приз Ронданшо за книгу по социальным наукам.